# EPOC (metabolismo)
EPOC, acronimo di Excess Postexercise Oxygen Consumption (volgarmente detto "afterburn"), traducibile in italiano come Consumo di ossigeno in eccesso post-allenamento, è l'indice di misurazione dell'aumento del consumo di ossigeno a seguito della intensa attività, destinato a soddisfare il "debito di ossigeno" del corpo. Talvolta alcune ricerche denominano questo evento come Excess post-exercise energy expenditure (EPEE), cioè dispendio energetico in eccesso post-allenamento, riferendosi nello specifico al consumo energetico piuttosto che a quello di ossigeno.
Infatti questo parametro viene usato per determinare la spesa energetica e l'innalzamento del metabolismo basale (RMR, Resting Metabolic Rate) in seguito all'attività. Nel contesto storico era stato precedentemente diffuso il termine "debito di ossigeno" per tentare di quantificare la spesa di energia anaerobica, in particolare per quanto riguarda il metabolismo dell'acido lattico/lattato, ancora oggi ampiamente utilizzato. Esperimenti calorimetrici diretti e indiretti hanno però definitivamente smentito tutte le associazioni tra metabolismo e lattato come causale di un elevato consumo di ossigeno, così nel 1984 Gaesser e Brooks pubblicarono una review in cui veniva introdotto questo nuovo concetto, il quale iniziò sempre più a sostituire la vecchia definizione di debito di ossigeno.
L'EPOC rappresenta in altri termini l'incremento del metabolismo totale e del dispendio energetico per diverse ore a seguito dell'allenamento fisico, ed è collegato alla termogenesi da attività fisica (EAT), che invece stima il dispendio energetico durante l'attività.

## Definizione
Al termine dell'esercizio fisico, l'attività metabolica e il dispendio calorico non ritornano ai livelli di riposo, ma rimangono più elevati per un tempo relativamente lungo in base all'intensità e alla durata dell'attività, un concetto noto come Post Exercise Oxygen Consumption (EPOC). Il corpo continua a richiedere ossigeno ad un tasso superiore rispetto ai valori basali. Originariamente indicato con il nome di debito di ossigeno, questo stato post-esercizio era stato ipotizzato da AV Hill e H. Lupton già nel 1922. Hill e Lupton teorizzarono che il corpo ha la necessità di sostituire l'ossigeno utilizzato dai muscoli in attività durante l'esercizio sia leggero che intenso.
Più recentemente, precisamente dal 1984, i ricercatori hanno iniziato ad usare il termine EPOC per riconoscere i diversi eventi che si verificano per riportare il corpo all'omeostasi. L'incremento del EPOC è proporzionale all'intensità e la durata (o volume) dell'attività fisica, e i suoi valori appaiono spiccati dopo esercizio ad alta intensità, ma non dopo esercizio fisico di blanda intensità. Molti studi concludono però che l'intensità abbia un impatto notevolmente maggiore sul EPOC rispetto alla durata.
Gli studi hanno riscontrato che la portata (l'elevazione del consumo di ossigeno) e la durata (il tempo in cui il consumo di ossigeno rimane elevato) del EPOC dipendono dall'intensità e dalla durata dell'esercizio. Di solito, occorrono al corpo tempi largamente variabili che vanno da 15 minuti a 48 ore, per recuperare completamente i valori allo stato di riposo. Altri fattori che influenzano l'EPOC includono lo stato dell'allenamento e il sesso. Va rilevato che molte differenze metodologiche (ad esempio l'esecuzione di esercizi da seduto o da posizione supina, o le tecniche/criteri utilizzati per ottenere questi valori) nei vari studi contribuiscono a delineare delle ampie variazioni nella durata temporale del EPOC.

### Fisiologia
L'EPOC è uno di quei fattori che possono spiegare i processi metabolici e fisiologici che si verificano durante la fase di recupero in seguito dell'esercizio fisico. Durante il recupero, l'ossigeno (EPOC) viene utilizzato per lo svolgersi dei processi di ripristino dell'organismo allo stato di riposo che si adatta alle imposizioni dall'esercizio appena eseguito. Questi processi includono: l'aumento della temperatura corporea (ipertermia) che si eleva per qualche ora, l'aumento dell'attività cardiaca, e l'aumentato impiego di ossigeno, e quindi dei processi ossidativi. Il 2-5% del EPOC è impiegato per ristabilire l'ossigenazione dei tessuti (come il muscolo scheletrico) e i fluidi corporei (come il sangue). Avviene un riequilibrio salino tra calcio, sodio, e potassio. L'aumento del metabolismo totale è dovuto anche al bilanciamento ormonale, dunque all'attività endocrina e neuroendocrina delle molecole triiodotironina e tiroxina (aumento dell'attività tiroidea), adrenalina e noradrenalina, e cortisolo (aumentata attività surrenale). L'EPOC ristabilisce le scorte di fosfageni: viene sintetizzato nuovo ATP e alcune di queste molecole cedono il loro gruppo fosfato alla creatina fino a che i livelli di ATP e creatina sono tornati nuovamente ai livelli basali. L'EPOC viene impiegato anche per ossidare l'acido lattico. L'acido lattico viene prodotto durante l'esercizio e poi viaggia attraverso il flusso ematico verso i reni, il muscolo cardiaco (miocardio), e il fegato. Una quantità maggiore di ossigeno è necessaria a convertire l'acido lattico ad acido piruvico in questa collocazione. Elevati valori di EPOC rappresentano uno dei fattori responsabili dell'elevazione del metabolismo a seguito dell'esercizio fisico e uno dei principali motivi per cui l'esercizio stesso contribuisce in maniera sensibile ad avviare i processi di dimagrimento nelle svariate ore successive al termine (lipolisi).

### Sintesi generale
Durante l'EPOC il corpo sta ripristinando il suo stato pre-esercizio, e sta quindi consumando ossigeno ad un ritmo elevato. Ciò significa che anche l'energia viene consumata ad una velocità elevata. Di seguito i meccanismi si verificano durante EPOC:
- 1) Ricostituzione delle risorse energetiche: Il recupero delle scorte si verifica per le fonti immediate di energia, note come fosfati o fosfageni muscolari, che sono rappresentati da fosfocreatina (CP) e adenosina trifosfato (ATP). Inoltre, il lattato, una molecola che viene prodotta durante l'esercizio più intenso, viene convertita in piruvato per l'utilizzazione come combustibile. Il corpo inoltre avvia il ripristino del glicogeno che è stato utilizzato durante la sessione di attività fisica.
- 2) Riossigenazione del sangue e ripristino degli ormoni in circolo: durante il metabolismo nell'esercizio, grandi quantità di ossigeno sono utilizzate per sfruttare le fonti energetiche. Pertanto, il corpo continua a consumare energia dopo l'esercizio per ri-ossigenare il sangue. Inoltre, nel periodo post-esercizio, il corpo ripristina i livelli di ormoni circolatori, che aumentano durante l'esercizio, ai livelli basali.
- 3) Diminuzione della temperatura corporea: come l'energia viene liberata dai tessuti muscolari in attività, viene prodotto calore (termogenesi da attività fisica). Così, anche durante l'EPOC, il corpo deve spendere energia per ripristinare la normale temperatura corporea.
- 4) Recupero della normale ventilazione e frequenza cardiaca: il dispendio energetico è molto elevato, il corpo ritorna rapidamente ad un tasso di respirazione normale, come anche la frequenza cardiaca, ritornano ai livelli pre-esercizio.[16]

### Le fasi
Possiamo suddividere l'EPOC in 2 fasi che insieme costituiscono il periodo totale di recupero:
Fase veloce (entro un'ora):
- Temperatura elevata (ipertermia);
- Ventilazione polmonare elevata;
- Aumentata attività cardiaca;
- Recupero dei livelli di ossigeno (O2) a livello ematico e muscolare;
- Risintesi di Adenosin tri-fosfato (ATP);
- Risintesi della fosfocreatina (CP);
- Ossidazione del lattato (gluconeogenesi);
- Conversione del lattato a glicogeno muscolare (ciclo di Cori);

Fase lenta (da una a più ore):
- Metabolismo accelerato;
- Elevato livello delle catecolamine (adrenalina, noradrenalina);
- Elevato livello degli ormoni tiroidei (tiroxina o T4);
- Elevato livello degli ormoni glucocorticoidi (cortisolo);
- Risintesi delle scorte di glicogeno muscolare (glicogenosintesi muscolare);

### EPOC ed esercizio cardiovascolare
Un errore comune è pensare che l'EPOC a seguito dell'attività aerobica si prolunghi per 24 ore ed incida significativamente sul bilancio calorico giornaliero. Come già detto in precedenza, l'entità del EPOC si differenzia a seconda dell'intensità e della durata dell'esercizio fisico. A seguito dell'aerobica a bassa intensità e basso volume (<65% FCmax per meno di un'ora), approssimativamente 5 kcal totali in eccesso sono impiegate dopo l'esercizio. A seguito dell'aerobica a moderata intensità e maggiore volume (>65% FCmax per più di un'ora) l'EPOC può consistere in un dispendio approssimativo di 35 kcal totali. A seguito dell'esercizio intenso (attorno al 85% FCmax, quindi esercizio anaerobico), il dispendio calorico post-esercizio può arrivare a 180 kcal. La maggior parte dei soggetti non può sostenere intensità di esercizio così elevate da generare un grande EPOC in seguito dell'attività aerobica. Tranne alcune eccezioni (atleti d'élite o allenamenti a volumi molto alti), l'EPOC dell'esercizio aerobico difficilmente risulta significativo in maniera tale da incidere sul bilancio calorico complessivo. Al contrario, l'esercizio cardiovascolare ad alta intensità (anaerobico), come l’High Intensity Interval Training (HIIT), riesce a saltare l'EPOC più dell'esercizio aerobico in maniera da influenzare significativamente l'ossidazione lipidica post-allenamento, il bilancio calorico, e infine la perdita di grasso.

#### EPOC e intensità nell'esercizio aerobico
Nell'esercizio aerobico, così come in quello anaerobico, l'intensità ha il maggiore impatto sul EPOC; con l'aumentare dell'intensità dell'attività fisica, ne aumenta l'entità e la durata. Pertanto, maggiore è l'intensità, maggiore è l'EPOC, e maggiore è la spesa calorica dopo l'esercizio. Bahr e Sejersted (1991) hanno testato l'intensità al 29%, 50% e 75% del VO2max per un periodo di 80 minuti, e hanno riportato il maggior EPOC dopo la più alta intensità dell'esercizio (75% VO2max: 30.1 litri o 150,5 calorie). Non tutti gli studi segnalano l'effettivo dispendio calorico, ma è ben compresa in tutti i testi di fisiologia dell'esercizio e della nutrizione che per ogni litro di ossigeno consumato vengono bruciate circa 5 calorie. Inoltre, a seguito dell'esercizio di maggiore intensità, la durata del EPOC era significativamente più lunga rispetto ad intensità inferiori (10,5 ore rispetto 0,3 e 3,3 ore). Phelian et al. (1997) ha studiato gli effetti dell'esercizio a bassa intensità (50% VO2max) e ad alta intensità (75% VO2max) sulla risposta EPOC. Anche se la spesa energetica di entrambi gli allenamenti era di 500 calorie, l'esercizio ad alta intensità ha causato un EPOC nettamente superiore rispetto all'esercizio di intensità inferiore (9,0 litri, 45 calorie rispetto a 4,8 litri, 24 calorie). Smith e McNaughton (1993) hanno testato soggetti di sesso maschile e femminile e hanno riportato aumenti significativi del EPOC dopo l'esercizio a più alta intensità. I soggetti in questo studio si sono allenati al 40%, 50%, e 70% di VO2max per 30 minuti. Alla massima intensità (70% VO2max), l'EPOC è stato di 28,1 litri (140,5 calorie) per gli uomini e 24,3 litri (121,5 calorie) per le donne.
Diversi studi hanno indagato gli effetti sull'allenamento ad elevata intensità e lunga durata sul EPOC. Maehlum et al. (1986) hanno riportato un EPOC di 26 L (130 calorie) dopo 80 minuti di bicicletta al 70% VO2max negli 8 uomini e donne. Essi hanno inoltre riferito che il VO2 era ancora elevato in media del 5% 24 ore dopo l'esercizio. Allo stesso modo, Withers et al. (1991) hanno studiato gli effetti di una sessione ad elevata intensità e lunga durata (tapis roulant al 70% VO2max per 160 minuti) sul EPOC in 8 maschi allenati. Il valore medio del EPOC era 32,4 litri (162 calorie), che apporta un notevole contributo alla spesa energetica complessiva. Gore e Withers (1990) hanno riportato valori del EPOC leggermente inferiori dopo 80 minuti di corsa al 70% VO2max in 9 soggetti di sesso maschile (14,6 L, 73 calorie). Questi studi rivelano che l'EPOC può contribuire in modo significativo alla spesa calorica complessiva, ma non sembrano variare molto tra i soggetti. Sedlock (1992) ha riportato una media molto bassa del EPOC di 3,1 litri (15,5 calorie) dopo 30 minuti di bicicletta a 60-65% VO2max. In uno studio simile (Sedlock et al, 1989) l'EPOC medio dopo 20 minuti di esercizio al 75% VO2max era di soli 6,2 litri (31 calorie).
Questi risultati inoltre indicano che ci possono essere differenze soggettive nella risposta del EPOC dopo l'attività fisica. In sintesi, i dati mostrano chiaramente che l'intensità dell'esercizio è il fattore principale nel determinare l'ampiezza e la durata del EPOC dopo l'attività fisica aerobica. Questa constatazione coincide con l'osservazione che intensità aerobiche attorno alla soglia anaerobica (cioè alte intensità, attorno al 85% FCmax) per un minimo di 10 minuti sembrano stimolare per circa 24 ore la massima secrezione di GH, cioè un ormone dalle forti proprietà lipolitiche. Così, quando si organizza un piano di allenamento aerobico per il mantenimento o la perdita di peso, l'influenza di intensità dell'esercizio sul EPOC e il suo potenziale contributo alla spesa calorica totale dovrebbe essere preso in considerazione.

#### EPOC e durata nell'esercizio aerobico
La durata dell'esercizio aerobico condiziona l'EPOC. La ricerca riconosce un rapporto diretto tra la durata dell'esercizio e l'EPOC. Ciad e Wenger (1988) hanno studiato gli effetti della durata dell'esercizio (per 30, 45, e 60 minuti) al 70% VO2max sul EPOC. Essi hanno riportato valori di EPOC di 6,6 litri (33 calorie su 128 minuti), 14,9 litri (74,5 calorie oltre 204 minuti) e 33 litri (156 calorie oltre 455 minuti) per una durata di 30, 45 e 60 minuti, rispettivamente. Si è concluso che l'aumento della durata dell'esercizio finirebbe per aumentare significativamente l'EPOC totale. Quinn et al. (1994) hanno testato alcune donne camminare su un tapis roulant al 70% VO2max per 20, 40, e 60 minuti. Gli autori hanno riportato un EPOC significativamente più alto e più a lungo in seguito alla durata 60 minuti rispetto ad entrambe le durate più brevi. I valori erano 8,6 litri (43 calorie), 9.8 litri (49 calorie) e 15,2 litri (76 calorie) per 20, 40, 60 e durate minuti, rispettivamente. In uno studio simile, Bahr et al (1987) avevano esercizio soggetti per 20, 40 e 76 minuti al 70% VO2max ei valori riportati EPOC di 11,1 litri (55,5 calorie), 14,7 litri (73,5 calorie) e 31,9 litri (159,5 calorie) per ciascun periodo, rispettivamente. Questi studi suggeriscono che, applicata un'intensità sufficiente all'esercizio aerobico, la durata dell'esercizio è un ulteriore fattore importante di influenza sul EPOC.

#### EPOC e esercizio aerobico diviso
Diversi studi hanno concluso che l'esercizio aerobico diviso (split session) provoca una maggiore risposta del EPOC rispetto al normale esercizio aerobico continuato eseguito in una sola volta. Per esercizio aerobico diviso si intende l'esecuzione di normali prestazioni aerobiche ad andamento costante (steady state training) di durata variabile (15-60 minuti) divise da uno o più periodi di riposo di durata altrettanto variabile (10-60 minuti). Ad esempio, una sessione aerobica divisa può consistere in una prestazione steady state (ad andamento costante) a moderata intensità per 20 minuti, a cui segue un periodo di riposo totale per 20 minuti, per poi eseguire nuovamente una prestazione steady state da 20 minuti analoga alla precedente. Questo processo può essere ripetuto più di una volta. Da queste ricerche (Kaminsky, 1990; Almuzaini, 1998) si può individuare in sintesi un aumento del EPOC del 120% dopo una sessione split, e solo del 13% dopo una sessione continuata.
Kaminsky et al. (1990) ha segnalato un EPOC significativamente maggiore a seguito di un esercizio diviso (due sessioni da 25 minuti al 75% VO2max) rispetto ad un esercizio continuato (50 minuti di corsa continua al 75% VO2max). I valori del EPOC per le sessioni di allenamento divise sono stati combinati, e una media di 3,1 litri (15,5 calorie) rispetto a 1.4 litri (7 calorie) per l'esercizio continuo. Analogamente, Almuzaini et al. (1998) hanno riportato valori del EPOC più elevati in seguito a due sessioni da 15 minuti rispetto a 30 minuti di esercizio continuato al 70% VO2max. L'EPOC medio dopo l'esercizio intermittente era di 7,4 litri (37 calorie) rispetto a 5,3 litri (26,5 calorie) relative all'esercizio continuo. È interessante notare che i valori di EPOC di Kaminski et al. (1990) e Almuzaini et al. (1998) sono significativamente inferiori ai valori riportati da studi simili, supportando ulteriormente l'ipotesi che la risposta del EPOC possa variare tra gli individui e dalla possibile influenza dei metodi scientifici utilizzati.

#### EPOC e esercizio anaerobico in Interval training (HIIT)
L’High Intensity Interval Training (HIIT), è un metodo di allenamento cardiovascolare che alterna brevi ed intensi (superiori alla soglia anaerobica) periodi di esercizio (10-90 secondi) a periodi di recupero passivo o attivo a intensità moderata (30-120 secondi). Essendo l'intensità un fattore determinante per lo sviluppo dell'EPOC, si può concludere che l'esercizio di tipo anaerobico, che prevede cioè fasi ad alta intensità, possa influenzare questo evento metabolico maggiormente dell'esercizio aerobico, cioè che non prevede fasi ad alta intensità. Diversi studi hanno rilevato che l'attività in forma di HIIT, similmente alla normale attività di endurance ad alta intensità, può portare ad una maggiore perdita di grasso corporeo rispetto all'attività aerobica, e questo effetto è possibilmente mediato dal maggiore EPOC e quindi dal notevole aumento del ritmo metabolico post-esercizio.
Kaminski e Whaley (1993) stabilirono che l'HIIT con picchi ad alta intensità (80-90% VO2max) alternati da 3 minuti a bassa intensità (30-40% VO2max) fosse in grado di aumentare significativamente l'EPOC più dell'esercizio continuato in steady state. Treuth et al. (1996) paragonarono la pedalata in HIIT (15 x 2 minuti a 100% VO2max con 2 minuti di riposo) con l'aerobica steady state (60 minuti a 50% VO2max), notando che il gruppo HIIT consumava più calorie durante le 24 ore successive all'allenamento. Analogamente, Laforgia et al. (1997) riportarono che l'HIIT sovramassimale (20 volte x 1 minuto al 105% VO2max con 2 minuti di riposo) determinasse un più alto innalzamento metabolico post-allenamento rispetto all'aerobica continuata in steady state (30 minuti al 70% VO2max). Gli autori riportarono un EPOC significativamente più elevato dopo periodi di esercizio HIIT sovramassimale (15 litri, 75 calorie rispetto a 6,9 litri, 34,5 calorie).
Nonostante questi risultati favorevoli, evidenze più recenti (Malatesta et al., 2009) sembrano stabilire che per ottenere un migliore effetto brucia grassi con l'HIIT, l'alta intensità dovrebbe raggiungere picchi molto alti. I ricercatori rilevarono che la quantità di grasso ossidato a seguito dell'esercizio risultasse simile tra un allenamento steady state a bassa intensità (60 minuti al 45% VO2max) e un protocollo HIIT (1 minuto al 80% VO2max con recuperi da 1 minuto al 40% VO2max), sebbene i soggetti sottoposti al HIIT utilizzassero più carboidrati e meno grassi durante l'allenamento. Dalle conclusioni di Malatesta sembrerebbe che per esaltare l'EPOC con l'HIIT si dovrebbero raggiungere picchi più alti dell'80% del VO2max, anche se questi dati non sono conclusivi contrapponendosi ad altri risultati. Infine, in una review di Laforgia et al. (2006) è stato definitivamente confermato che i vari studi sull'intensità dell'esercizio indicano valori EPOC superiori con l'HIIT che non con lo stready state training.

### Sintesi
Analizzando le varie ricerche sul EPOC nel post-esercizio indotto dall'allenamento cardiovascolare, si può riscontrare che l'intensità sia un fattore importante nel determinare l'entità del EPOC. In questo caso anche la durata o volume gioca un ruolo importante:
- A blanda intensità (meno del 50% del VO2max) l'EPOC ha una durata che non supera la mezz'ora in seguito al termine dell'attività, e contribuisce minimamente all'aumento del dispendio energetico;
- A moderata intensità (attorno al 50% del VO2max) la durata del EPOC supera un'ora prolungandosi al massimo per circa due ore, contribuendo moderatamente all'incremento della spesa energetica post-allenamento. Pare però che aumentando la durata dell'esercizio a questa intensità l'EPOC possa essere prolungato;
- Ad intensità medio-alta e alta (70% del VO2max o superiore) l'EPOC si presenta maggiore e più duraturo, imponendo un consumo di ossigeno di circa il 15% dell'ossigeno totale consumato durante l'esercizio.
- Al di fuori del contesto aerobico, ad alte intensità (80-90% VO2max) l'EPOC è ancora maggiore e più duraturo;
- Ad intensità anaerobica sovramassimale (oltre il 100% del VO2max) e brevissima durata (1-2 min.) l'EPOC si intensifica nella sua componente rapida, più che con l'allenamento aerobico di durata;

In sintesi, maggiore è l'intensità dell'allenamento cardiovascolare, più intenso e prolungato sarà l'EPOC, mentre il volume dell'allenamento (o durata) riesce ad incidere su questo parametro ma in maniera relativamente minore. Di conseguenza, l'esercizio cardiovascolare anaerobico (come l'HIIT), o l'esercizio cardiovascolare aerobico continuato ad alta intensità (in prossimità della soglia anaerobica) incidono sull'EPOC più dell'esercizio aerobico tradizionale a bassa e a moderata intensità.

### EPOC e esercizio anaerobico con i pesi
Come l'esercizio cardiovascolare, anche quello anaerobico con i pesi (resistance training) sembra sia l'intensità il fattore principale di influenza. Dopo l'allenamento con i pesi l'entità del EPOC è comunque più elevata rispetto all'attività aerobica. Alcuni testi registrano degli aumenti del metabolismo del 4-7% in 24 ore a seguito di un intenso esercizio con i pesi. Ad esempio in un soggetto con un metabolismo basale di 2000 kcal, questo porta tra le 80 e le 140 kcal consumate a seguito di ogni seduta d'allenamento con i pesi, l'equivalente di una camminata di più di 1.5 km. Parte di questo incremento è dovuto a l'incremento della sintesi proteica nelle successive 24-36 ore post-esercizio, processo che richiede un maggiore dispendio energetico. L'energia che viene utilizzata per la sintesi proteica è principalmente a carico dei depositi di grasso. Altri documenti segnalano che la sola sintesi proteica post-esercizio indotta dal danno muscolare contribuisca ad aumentare il metabolismo post-esercizio del 20%. È anche possibile che l'aumento dell'ossidazione di grassi a seguito dell'esercizio coi pesi sia indotto dal risparmio di glucosio a scopo di ripristino del glicogeno, risultando così in un impiego energetico prevalente a carico degli acidi grassi.
Durante l'esercizio coi pesi, anche i parametri di allenamento possono influenzare l'EPOC. Anche se questi risultati non sono definitivi, alcune ricerche hanno rilevato che l'esecuzione di movimenti lenti a bassa intensità possano stimolare l'EPOC maggiormente di esecuzioni normali ad alta intensità. Sebbene sia stato stabilito che l'EPOC è più elevato e di durata maggiore a seguito dell'allenamento anaerobico con i pesi rispetto all'allenamento aerobico, alcune altre ricerche diedero esiti opposti, ed altre ancora non riconobbero particolari differenze nel dispendio energetico nelle 24 ore post-allenamento tra esercizio aerobico e anaerobico. Altri dati concludono che la combinazione tra esercizio anaerobico con i pesi e esercizio aerobico incidano maggiormente sul EPOC più della loro esecuzione in sessioni separate.
I risultati della ricerca suggeriscono che l'allenamento coi pesi provoca anche una considerevole risposta del EPOC per la perdita e/o gestione del peso. Anche se è difficile paragonare l'allenamento coi pesi e l'esercizio aerobico, Elliot et al. (1988) hanno studiato la differenza tra l'EPOC aerobico in bicicletta (40 minuti a 80% max frequenza cardiaca), il Circuit Training (4, 8 set di esercizi, 15 ripetizioni al 50% 1RM) e l'allenamento coi pesi ad alta intensità (3 serie, 8 esercizi, 3-8 ripetizioni al 80-90% 1RM). L'allenamento coi pesi ad alta intensità ha prodotto l'EPOC maggiore (10,6 litri, 53 calorie) rispetto al circuit training (10,2 litri, 51 calorie) e il ciclismo (6,7 litri, 33,5 calorie). In uno studio simile di Gillette et al. (1994), l'allenamento coi pesi (5 sets, 10 esercizi, 8-12 ripetizioni al 70% 1RM) ha provocato una risposta del EPOC significativamente maggiore rispetto all'esercizio aerobico (50% VO2max per 60 minuti). Inoltre, un esercizio coi pesi ad alta intensità provoca un EPOC maggiore di un programma di allenamento coi pesi di intensità inferiore, quando il lavoro totale viene mantenuta costante. Thornton e Potteiger (2002) hanno studiato gli effetti sul EPOC di un esercizio coi pesi ad elevata intensità (2 serie, 8 ripetizioni, l'85% 8RM) rispetto ad uno a bassa intensità (2 set, 15 ripetizioni, 45% 8RM), mantenendo costante il lavoro totale, e hanno riscontrato un EPOC significativamente maggiore con il programma ad alta intensità (11 calorie rispetto a 5,5 calorie). In uno studio condotto da Murphy e Swartzkopf (1992), l'allenamento coi pesi standard (3 serie, 6 esercizi, ripetizioni ad esaurimento a 80% 1RM, 120 secondi di riposo) è stato confrontato con un circuit training coi pesi (3 serie di circuiti, 6 esercizi, 10-12 ripetizioni al 50% 1RM, 30 secondi di riposo). Il volume di lavoro totale di entrambi i programmi è stato simile, tuttavia, l'allenamento coi pesi a circuito ha suscitato una risposta più ampia EPOC rispetto al programma standard di allenamento coi pesi (5 litri, 25 calorie contro il 2,7 litri, 13,5 calorie). Un interessante dato proviene dallo studio di Schueke (2002), il quale riscontrò che l'allenamento anaerobico con i pesi ad intensità medio-alta riesca ad estendere la durata del EPOC fino a 30 ore a seguito dell'esercizio, mentre dati precedenti suggerivano una durata di 16 ore. I dati sull'esercizio coi pesi e l'EPOC suggeriscono che quest'ultimo è nettamente influenzato dall'intensità del programma di allenamento coi pesi.
Tuttavia determinare con precisione l'impatto dell'allenamento con i pesi sul EPOC non è questione facile, poiché durante le varie sperimentazioni vengono impostati dei protocolli e delle variabili anche molto diverse, come il peso, l'intensità, l'esercizio, le serie, le ripetizioni, e i recuperi. Anche la massa muscolare dei soggetti, o i loro stato di forma, può determinare delle variabilità sui risultati. Si è visto infatti che a parità di intensità sull'esercizio (in questo caso aerobico), i bodybuilder consumano più ossigeno dei soggetti normopeso, a significare che la maggiore massa muscolare aumenta il dispendio di ossigeno. Inoltre è necessario considerare anche l'EPOC che si viene a creare nei periodi di recupero tra una serie e l'altra, e che deve essere preso in considerazione nel calcolo globale. Quello che si può accertare, è che l'aumento della densità di allenamento tramite l'utilizzo di tecniche che prolungano il tempo sotto tensione del muscolo (TUT; Time Under Tension) durante la serie nell'attività con i pesi (come il superset, lo stripping, o il superslow), promuovono un aumento del dispendio calorico e del EPOC rispetto all'allenamento tradizionale, così come viene aumentato anche riducendo le pause tra le serie (anche queste legate alla densità) o con un circuito coi pesi senza pause, anche se il volume non sembra influire significativamente sul suo incremento. L'allenamento dei gruppi muscolari o dei muscoli grandi induce un maggiore EPOC rispetto ai muscoli o gruppi muscolari piccoli, e l'esecuzione di esercizi multiarticolari induce un EPOC maggiore degli esercizi monoarticolari.
Svariate di queste ricerche inoltre suggeriscono l'utilità dell'esercizio anaerobico coi pesi nei programmi di dimagrimento, grazie anche alla correlazione con l'EPOC. Sebbene l'esercizio anaerobico sfrutti prevalentemente il glicogeno muscolare come substrato energetico, il periodo post-allenamento con i pesi durante il quale si estende l'EPOC, riesce ad avere un'azione molto determinante nella perdita di grasso, poiché in questa fase il metabolismo si sposta su un utilizzo preferenziale dei lipidi piuttosto che dei glucidi. Sembra che indipendentemente dall'intensità dell'allenamento, in un periodo di circa 24 ore avvengano processi che promuovono l'ossidazione di lipidi, e ciò fa attribuire all'allenamento coi pesi un importante ruolo nella prevenzione dell'accumulo di grasso e obesità, ruolo non secondario rispetto all'attività aerobica. L'intensità dell'allenamento, e in minor parte il volume, hanno effetti significativi sulla perdita di grasso, non tanto a causa del dispendio calorico ottenuto con l'allenamento, ma grazie ai meccanismi metabolici in atto successivamente.

### Tempo di recupero e EPOC
Bisogna inoltre tenere in conto che il tempo di recupero nell'esercizio anaerobico rappresenta in aggiunta uno dei momenti in cui si manifesta l'EPOC, cioè il consumo di ossigeno in eccesso post-allenamento. Sebbene questo evento metabolico si manifesti soprattutto nel periodo post-allenamento, nella particolare situazione dell'allenamento anaerobico con i pesi (resistance training), o nell'esercizio cardiovascolare anaerobico (HIIT), esso può essere riconosciuto anche in questi relativamente brevi lassi di tempo. Anche i periodi di recupero infatti possono essere calcolati all'interno del EPOC, poiché, differenzialmente all'esercizio aerobico continuato (Steady State Training), in quello anaerobico intervallato vengono inseriti dei momenti di sosta in cui si attivano i processi di recupero, i quali coincidono principalmente con la porzione alattacida del EPOC o del debito di ossigeno precedentemente descritta.
(A. Paoli e M. Neri, Principi di metodologia del fitness (2010))
Poiché l'EPOC definisce una fase in cui il metabolismo e i processi ossidativi vengono massimizzati, e il dispendio calorico si sposta maggiormente sull'impiego di lipidi piuttosto che di glucidi, ciò può significare che, anche se durante lo sforzo anaerobico la spesa calorica è prevalentemente a carico dei glucidi, durante i tempi di recupero essa si sposta sui lipidi. Effettivamente, anche se l'esercizio coi pesi non sfrutta lipidi durante l'esecuzione di una serie, nel corso di questo tipo di esercizio è stata comunque rilevata la mobilizzazione dei grassi, sia dalle riserve di trigliceridi intramuscolari (IMTG) sia dalle riserve del tessuto adiposo, indicando che il grasso può essere utilizzato nel tempo di recupero tra le serie per ricostituire l'ATP. L'aumento della mobilizzazione dei grassi durante l'esercizio coi pesi è attivato mediante lo stimolo ormonale indotto, soprattutto dall'incremento dei livelli di adrenalina e noradrenalina (le principali catecolammine).

## EPOC e alimentazione
Essendo l'EPOC un indicatore dell'aumento dell'attività metabolica, questo può essere associato anche ad un aumento dei processi termogenici. A questo proposito esiste una certa correlazione tra l'EPOC e l'assunzione di cibo, connessa anche con la termogenesi indotta dalla dieta (TID). Lee et al. (1991) analizzarono soggetti maschi del college comparando gli effetti termogenici e lipolitici dell'esercizio dalla somministrazione di una bevanda a base di latte e glucosio prima della prestazione, e valutando gli effetti che questa aveva sull'esercizio ad alta intensità o bassa intensità. Prevedibilmente, l'assunzione della bevanda aumentò l'entità del EPOC (connesso con la termogenesi misurata) in maniera significativamente maggiore rispetto ai gruppi che non avevano assunto la bevanda in entrambi i casi. Altrettanto prevedibilmente, il protocollo ad alta intensità aveva provocato la maggiore ossidazione di lipidi durante il periodo di recupero rispetto al protocollo a bassa intensità. Fukuba et al. (2000) valutarono l'effetto della forte restrizione dietetica (800 kcal) a breve termine sull'EPOC in giovani donne sedentarie paragonandola a regimi eucalorici (1600 kcal). La dieta fortemente ipocalorica causò una riduzione del EPOC rispetto alla dieta dall'apporto calorico equilibrato. Hackney et al. (2010) vollero stabilire quale nutriente, tra proteine e carboidrati, fosse in grado di massimizzare l'EPOC dopo un allenamento con i pesi ad alto volume. I risultati dello studio indicarono che la fonte proteica (un integratore proteico) era in grado di aumentare il metabolismo basale e quindi l'EPOC in maniera significativamente maggiore rispetto all'assunzione di una quantità isocalorica di carboidrati. Uno studio di Paoli et al. (2011) ha voluto esaminare le differenze tra l'EPOC a digiuno, o assumendo precedentemente del cibo. Anche questa ricerca venne condotta per risolvere alcune controversie che vedono nell'esercizio aerobico di prima mattina a digiuno un metodo per bruciare più grassi rispetto allo stato a stomaco pieno. Da questa analisi è emerso che, dopo un allenamento aerobico lipolitico (36 minuti sul treadmill al 65% FCmax), il gruppo che consumava cibo prima dell'esercizio riusciva ad aumentare significativamente l'EPOC e quindi l'ossidazione di grassi fino a 24 ore dal termine. Anche se l'insulina, provocata principalmente dai carboidrati, prima dell'esercizio è in grado di ridurre la lipolisi durante l'attività fisica, l'aumento metabolico e l'ossidazione di lipidi nel post-allenamento è maggiore consumando un pasto prima dell'attività. Inoltre, è ben noto che l'aumento dei livelli di insulina indotti dall'assunzione di carboidrati sopprimono la lipolisi, cioè la liberazione dei grassi depositati nel tessuto adiposo. Tuttavia l'EPOC rappresenta un'eccezione a questa regola, perché anche con l'aumento dei livelli insulinici stimolato dai carboidrati il corpo impiega grassi come combustibile preferenziale senza bloccare i processi lipolitici (cioè senza bloccare la liberazione dei grassi depositati) come avviene invece in condizioni normali. Altre ricerche recenti hanno osservato che l'assunzione di un pasto da 300 kcal post-allenamento aerobico non ostacola l'ossidazione dei grassi, e questo evento è più marcato a seguito dell'esercizio ad alta intensità. Infine, l'ingestione di caffeina (6 mg/kg) prima dell'esercizio con i pesi ha dimostrato un aumento del EPOC.
Gli esiti di questi studi lasciano intendere che:
- l'assunzione di cibo prima dell'esercizio è in grado di aumentare l'entità e la durata dell'EPOC più dello stato di digiuno[67][70], possibilmente per un'azione supplementare della termogenesi indotta dalla dieta (TID);
- i regimi alimentari altamente ipocalorici determinano una sensibile riduzione dell'EPOC;[68]
- le proteine assunte nel periodo pre-allenamento sono in grado di massimizzare l'EPOC più dei carboidrati[69], e questo trova delle analogie con la TID, dove le proteine forniscono uno stimolo termogenico potenzialmente maggiore di più 3 volte rispetto ai carboidrati[78];
- l'assunzione di alimenti che in condizioni normali tendono a bloccare la lipolisi (la liberazione dei grassi depositati) a riposo e durante l'esercizio (carboidrati e pasti misti), non inibiscono invece i processi lipolitici se assunti nel periodo post-allenamento, durante la fase in cui si estende l'EPOC[74][75][76];

## EPOC e stato di allenamento
Anche lo stato di allenamento di un individuo può avere un effetto sul EPOC. Gli studi sono risultati incompleti, ma suggeriscono che gli individui allenati recuperano più rapidamente rispetto alla loro controparte non allenata. Una delle ragioni di queste incongruenze nella ricerca sta nella difficoltà a paragonare l'intensità dell'esercizio e il lavoro totale eseguito dai soggetti allenati e non. Se paragonato al livello di forma fisica, l'individuo allenato starebbe lavorando ad una intensità superiore a quello dell'individuo non allenato. Diversi studi hanno riportato un calo più rapido del EPOC e una durata più breve del EPOC nei soggetti allenati.. Anche se le persone con elevati livelli di fitness sembrano avere un recupero EPOC più rapido, a causa della loro intensità e durata generalmente superiori, l'entità del loro EPOC è ancora abbastanza importante.

## EPOC e sesso
Il sesso è anch'esso un fattore che può influenzare l'EPOC. La ricerca dimostra che il dispendio energetico delle donne, a riposo e durante l'esercizio, varia con la fase mestruale. In genere, il dispendio energetico a riposo è più basso una settimana prima dell'ovulazione e il più alto durante i 14 giorni di fase luteale dopo l'ovulazione, quindi di conseguenza influendo sul EPOC. Pochi studi controllati sono stati condotti per confrontare l'EPOC in uomini e donne. Pertanto l'effetto del sesso sul EPOC non è completamente chiarito.

## Gestione del EPOC
Anche se sembra che vi sia una variazione nelle risposte individuali, il dato importante è che ogni spesa calorica supplementare dopo l'esercizio fisico può accumularsi nel tempo, può essere prevista nei programmi per la perdita di peso, e può contribuire alla gestione del peso a lungo termine. Alcune metodiche di esercizio confermate per ottimizzare l'EPOC si concentrano sullo sviluppo del loro stato di allenamento in modo da poter eseguire esercizi di intensità superiore per periodi di 30 minuti o superiori. Inoltre, è consigliabile incorporare regolarmente allenamenti intervallati, in quanto questo tipo di esercizio rafforza positivamente l'EPOC. La maggior parte della letteratura attuale supporta intensità aerobiche pari o superiori al 70% del VO2max per un ottimale consumo energetico post-esercizio. Inoltre, è indicato eseguire l'allenamento coi pesi almeno 2 volte a settimana. Non solo l'allenamento coi pesi mantiene o aumenta la massa muscolare e il dimagrimento nei programmi per la perdita di peso, ma studi riportano un effetto significativo del EPOC, anche superiore rispetto al EPOC, in seguito ad allenamenti coi pesi ad alta intensità e a circuito.
Per massimizzare l'EPOC:
- Steady State Training ad alta intensità (70-85% VO2max) per un periodo di 30-60 minuti;[10]
- Steady State Training a moderata intensità (60-70% VO2max) per un periodo di 60-80 minuti;[25]
- Steady State Training separato in 2-4 sedute ad alta intensità (70-85% VO2max) per un periodo di 15-20 minuti, separato da 5 minuti a fino 6 ore;[31]
- High Intensity Interval Training continuato alternato tra 3 minuti a bassa (30-40% VO2max) e alta intensità (80-90% VO2max) per un periodo di 30-60 minuti;[19]
- Interval training supermassimale, composto da 15-20 esercizi sovramassimali (105-110% VO2max) della durata di 1 minuto, con 2-5 minuti di recupero;[81]
- Resistance training ad alta intensità, composta da 2-4 serie, 8-10 esercizi, 3-8 ripetizioni al 80-90% di 1 RM e 2-3 minuti di recupero;[82]
- Circuit resistance training, composta da 2-3 serie a circuito, 6-10 esercizi, 10-12 ripetizioni al 50% di 1RM, e 30 secondi di recupero;[46]

## EPOC e controllo del peso
Poiché il corpo continua a consumare un surplus di energia dopo l'esercizio, l'EPOC gioca un ruolo supplementare per un programma di allenamento mirato al dimagrimento. Questo dato è particolarmente significativo, considerando che le calorie spese durante l'EPOC provengono prevalentemente dai lipidi. Attualmente, i ricercatori sono interessati agli effetti delle diverse forme di esercizio fisico sul EPOC. Le evidenze scientifiche suggeriscono che allenamenti cardiovascolari in forma di Interval training ad alta intensità (HIIT) abbiano un effetto più pronunciato sul EPOC. Inoltre, sembra che il resistance training (esercizio coi pesi), cioè un allenamento anaerobico, produca maggiori risposte del EPOC rispetto all'esercizio aerobico. La ricerca suggerisce che il resistance training ad alta intensità disturba l'omeostasi del corpo ad un grado maggiore del esercizio aerobico. Il risultato è una richiesta di energia maggiore dopo l'esercizio per ripristinare il corpo ai livelli basali, che spiegherebbe l'EPOC superiore. I meccanismi che causano un EPOC elevato osservato in esercizi coi pesi comprendono lattato nel sangue, e un aumento delle catecolamine (adrenalina e noradrenalina) e degli ormoni anabolici circolanti. Dal controllo dei dati provenienti da diverse indagini, sembra che la spesa del EPOC post-esercizio vada da 51 a 127 chilocalorie. Dal momento che un chilo di grasso è pari a circa 7.000 kilocalorie, l'effetto di EPOC sul controllo del peso deve essere considerato in termini di un effetto cumulativo nel tempo.